# (26816) 1986 TS
1986 تي أس (ويعرف أيضًا باسم (26816) 1986 تي أس وفق تسمية الكوكب الصغير) (بالإنجليزية: 1986 TS)‏ هو كويكب ضمن حزام الكويكبات؛ وترتيبه 26816 من حيث الاكتشاف.
اكتُشف هذا الجُرم الفلكي بواسطة Poul Jensen (astronomer) ‏ في 4 أكتوبر 1986.

## وصلات خارجية
- (26816) 1986 TS في قاعدة بيانات مختبر الدفع النفاث لأجرام النظام الشمسي الصغيرة

- الاكتشاف · مخطط المدار ·  العناصر المدارية · المعلمات المادية

- (26816) 1986 TS على موقع ويكي سكاي: DSS2, SDSS, GALEX, IRAS, Hydrogen α, X-Ray, Astrophoto, Sky Map, Articles and images